# Burg Wippra
Die Burg Wippra, auch Schloss oder Altes Schloss genannt, ist der Rest einer Felsenburg  oberhalb dem Ortsteil Wippra der Stadt Sangerhausen im Landkreis Mansfeld-Südharz in Sachsen-Anhalt.
Sie gliedert sich in eine Haupt- und Vorburg.
In der Hauptburg befindet sich ein tiefer Brunnen, der aber zugeschüttet ist.
Sie ist von einem Graben umgeben, der noch gut zu erkennen ist. Die Burg brannte mehrmals nieder und wurde später, von den Einwohnern zur Gewinnung von Baumaterial, geschleift.
Es existieren keine bekannten Darstellungen der Burg.
Ihre Mauern bestanden aus übergroßen, gebrannten Ziegeln, welche man in den Mauerresten noch erkennen kann. Der Überlieferung nach waren ihre Zinnen mit roten Ziegeln gedeckt.

## Geschichte
Die Burg wurde vermutlich von den Grafen von Wippra Anfang des 11. Jahrhunderts erbaut und damit die Grundherrschaft von Wippra begründet. Die Grafen von Wippra saßen bis 1175 auf der Burg, die dann an die  Herren von Hackeborn ging, welche die Burg 1328 an das Erzbistum Magdeburg verkauften. Ab 1440 war die Burg im Besitz der Grafen von Mansfeld, später werden auch die Herren von Hoym als Besitzer genannt. Nach 1579 begann die Burg zu verfallen.

## Anlage
Die ehemalige Burganlage verfügte über eine 65 mal 125 Meter große Kernburg mit einem Torzwinger am südlichen Ende, einen Bergfried mit einer Grundfläche von 15 mal 15 Meter, eine Vorburg von etwa 50 mal 120 Meter und einen nördlichen Halsgraben. Von der Anlage sind noch Wall-, Graben- und Mauerreste erhalten.